# Kalaje Gnipate
Kalaje Gnipate (24 de julio de 1985 en Numea) es un futbolista neocaledonio que juega como delantero en el AS Magenta.

## Carrera
Comenzó a jugar al fútbol en 2007 en el USC Nouméa. En 2011 fue transferido al AS Mont-Dore, y luego de finalizar la temporada 2012, se incorporó al AS Magenta.

### Clubes
| Club         | País            | Año             |
| ------------ | --------------- | --------------- |
| USC Nouméa   | Nueva Caledonia | 2007 - 2011     |
| AS Mont-Dore | Nueva Caledonia | 2011 - 2012     |
| AS Magenta   | Nueva Caledonia | 2013 - Presente |

### Selección nacional
Fue convocado para representar a Nueva Caledonia en la Copa de las Naciones de la OFC 2012.